# Dante’s Peak
Dante’s Peak ist ein US-amerikanischer Katastrophenfilm aus dem Jahr 1997, in dem ein Vulkanausbruch thematisiert wird. Regie führte Roger Donaldson. In den Hauptrollen sind Pierce Brosnan und Linda Hamilton zu sehen.

## Handlung
Bei einem Vulkanausbruch in Kolumbien kann der Vulkanologe Dr. Harry Dalton vom USGS nur mit knapper Not entkommen, doch seine Kollegin und Lebensgefährtin Marianne wird von einer in den Wagen einschlagenden Lavabombe tödlich verletzt.
Vier Jahre später wird Harry von seinem Vorgesetzten Dr. Paul Dreyfus in die idyllische Kleinstadt Dante’s Peak in der Kaskadenkette im US-Bundesstaat Washington beordert. Seismische Messungen deuten darauf hin, dass der gleichnamige Vulkan, an dessen Fuß die Stadt liegt, Aktivität zeigt.
In Dante’s Peak freundet Harry sich mit der Bürgermeisterin Rachel Wando und deren Kindern Graham und Lauren an. Auf ihrer ersten Inspektionsfahrt am Berg finden sie an der beliebten Heißwasserquelle Twonset am Hang des Berges ein totes Liebespaar auf – das Wasser hatte durch einen Lavaeinbruch in den Seeboden plötzlich zu kochen begonnen. Harry stellt einen sehr niedrigen pH-Wert des Wassers sowie besorgniserregende Veränderungen an Flora und Fauna fest und alarmiert sein Team vom USGS, das umgehend anreist. Sie richten eine umfassende Messstation im Hotel ein und nehmen erste Untersuchungen am und im Krater vor. Doch da bis auf kleinere Erdstöße keine weiteren Aktivitäten zu registrieren sind, nimmt keiner Harrys Rat ernst, die Stadt auf eine Evakuierung vorzubereiten. Dr. Dreyfus verbietet jegliche Panikmache und weist Harry zurecht: Eine übereilte Alarmierung würde das wirtschaftliche Aus für den Ort bedeuten, was er mit einem Beispiel aus seiner Vergangenheit erläutert. Gerade hat ein Investor der Stadt neue Arbeitsplätze und etliche Millionen in Aussicht gestellt.
Nach einer Woche ohne weitere Entdeckungen ordnet Dr. Dreyfus die Abreise am nächsten Morgen an. Harry und Rachel sind sich inzwischen nähergekommen. Beim abendlichen Abschiedstreffen mit Rachel entdeckt Harry, dass das Leitungswasser mit schwefliger Säure und anderen vulkanischen Stoffen kontaminiert ist. Im Wasserspeicher finden sie den Grund dafür: Braune Flüssigkeit strömt aus zahlreichen Felsspalten in die Quelle. Dies ist für Harry der noch fehlende wissenschaftliche Beweis, dass der Vulkan kurz vor einem Ausbruch steht. Er informiert Dr. Dreyfus, der angesichts des braunen Leitungswassers seine Fehleinschätzung eingesteht.
Am Abend halten die Bürger der Stadt in der Turnhalle eine Versammlung ab, bei der Rachel und Harry der Bevölkerung klarmachen wollen, dass eine Evakuierung der Stadt unausweichlich ist. Währenddessen setzen starke Erdstöße ein, die eine Panik auslösen. Die Bewohner der Stadt versuchen verzweifelt zu fliehen und verstopfen dabei die einzige Ausfallstraße der Stadt. Häuser fallen in sich zusammen, Zufahrtsstraßen und Brücken stürzen ein, umstürzende Strommasten erzeugen Brände. Ein grauer Ascheregen deckt die Stadt zu und bringt den einzig verfügbaren Hubschrauber zum Absturz.
Dem Team vom USGS und der inzwischen eingetroffenen Nationalgarde gelingt es gerade noch rechtzeitig, aus der Stadt zu entkommen. Der Fluss, über den die einzige Zufahrtsstraße führt, ist jedoch durch die plötzliche Schneeschmelze auf dem Berg zu einem reißenden Strom angeschwollen, der Geröll und Treibgut mit sich führt. Als Dr. Dreyfus die Brücke mit seinem Van als letzter überqueren will, bricht sie ein und der Fluss reißt ihn mit sich.
Unterdessen sind Rachels Kinder auf eigene Faust zu ihrer Großmutter Ruth gefahren, die am Fuß des Berges wohnt, um sie zu retten. Am Telefon hatte sie sich geweigert, ihr Haus zu verlassen. Harry und Rachel folgen ihnen durch viele Schwierigkeiten. Am Haus der Großmutter treffen sie sich, als ein Lavastrom das Haus mit den Fahrzeugen wegspült. Sie besteigen ein Boot, um den Bergsee vor dem Haus zu überqueren. Doch kurz bevor sie das rettende Ufer erreichen, hat das zu Schwefelsäure umgewandelte Wasser des Sees die Schraube aufgelöst und frisst Löcher in die metallene Bordwand. Trotz Harrys Warnung steigt Ruth ins Wasser und zieht das Boot an Land, wodurch sie sich schwere Verätzungen zuzieht, denen sie bald darauf erliegt.
In der verlassenen Ranger-Station schließt Harry den dort stehenden Wagen kurz und kehrt mit Rachel und den Kindern in die verlassene Stadt zurück. In dem Hotel, in dem das USGS-Team sämtliche Messgeräte und Rechner zurücklassen musste, sieht Harry, dass die Messgeräte einen gewaltigen Druckanstieg innerhalb des Vulkans registrieren. Dies deutet auf eine unmittelbar bevorstehende Eruption hin, deren pyroklastischer Strom die Stadt innerhalb einer Minute erreichen kann. Harry greift sich den Peilsender E.L.F., den das Team für die NASA testen sollte, und rennt zurück zum Wagen. In dem Moment explodiert der Berggipfel, die pyroklastische Wolke rast auf die Stadt zu und zerstört alles auf ihrem Weg. Mit der Wolke im Rücken steuert Harry den Wagen durch den Eingang eines stillgelegten Bergwerks, dem einzigen sicheren Ort vor der glühenden Asche, den heißen Giftgasen und den herumfliegenden Lava- und Gesteinsbrocken, welche hinter ihnen die gesamte Stadt zerstören.
Die Vier klettern aus dem Autowrack und fliehen in den hinteren Bereich der Mine, wo sich Graham mit Freunden ein Geheimversteck eingerichtet hat. Da Harry den rettenden Peilsender im Auto vergessen hat, kehrt er dahin zurück, als plötzlich Felsbrocken herunterfallen und er sich den linken Unterarm bricht. Trotz der Verletzung klettert er in das Wageninnere. Er kann eben noch den Sender aktivieren, da stürzt die Felsdecke ein, drückt auf das Wagendach und klemmt Harry im Wagen ein.
Das USGS-Team hat sich zwischenzeitlich in einer Notunterkunft wieder eingerichtet und neue Messgeräte aufgebaut. Sie empfangen das E.L.F.-Signal und können Harry orten. Mit schwerem Gerät rückt die Nationalgarde zur Bergung an und rettet Harry, Rachel und die beiden Kinder samt Ruths Hund aus der Mine. Harry erneuert sein Versprechen, das er den Kindern in der Mine gegeben hat: nach seiner Genesung mit seiner neuen Familie auf einen ausgedehnten Angelurlaub in Florida zu gehen.

## Kritiken
„Ein mit den üblichen emotionalen Beigaben garnierter Katastrophenfilm. Sein formelhafter Ablauf wird allerdings durch die hervorragende Kameraarbeit aufgewertet.“

„[… Es] fließen eine Menge Klischees die Gebirgsbäche herunter – vom standhaft mahnenden Wissenschaftler Dalton, der von einem persönlichen Trauma verfolgt wird, bis zum konsequenten Ignorieren seiner Warnrufe, weil der Stadtrat befürchtet, der Tourismus könnte kollabieren – ‚Der weiße Hai‘ lässt grüßen. […] Insgesamt oberflächliches, aber durchaus gefälliges Unterhaltungskino, das große Schauwerte und flache Figuren bietet.“

Die Zeitschrift TV Spielfilm schrieb, der Regisseur Roger Donaldson habe „Wert auf Authentizität“ gelegt, was Dante’s Peak von dem Film Volcano unterscheide. Das Fazit der Zeitschrift lautete: „Überkochendes Effekt-Feuerwerk“.
Filmkritiker Roger Ebert beschreibt den Film als vorhersehbar. Es gäbe keinen Moment in dem Film, der überraschend sei. Er enthalte alles, was einen Katastrophenfilm ausmache, und sei handwerklich sehr gut gemacht, aber er fessele nicht. „Der Regisseur, der auch Wert auf die menschlichen Elemente des Plots legte, und die Produzentin Gale Anne Hurd als Spezialistin für Actionfilme orchestrieren die Spezialeffekte so, dass sie sich (meistens) echt anfühlen, und in Brosnan und Hamilton haben sie Schauspieler, die realistisch und nicht übertrieben spielen – niemals schreien, auch nicht, wenn geschmolzene Lava ihre LKW-Reifen in Brand setzt. Der Soundtrack ist besonders effektiv.“

## Auszeichnungen
Jeremy Foley und Jamie Renée Smith gewannen im Jahr 1998 den Young Artist Award.
Linda Hamilton gewann 1998 den Blockbuster Entertainment Award.
James Newton Howard und John Frizzell gewannen 1998 den Film and Television Music Award der American Society of Composers, Authors and Publishers.
Die Deutsche Film- und Medienbewertung FBW in Wiesbaden verlieh dem Film das Prädikat besonders wertvoll.

## Hintergrund
Die Handlung des Films ist den 57 Opfern des Vulkanausbruchs des Mount St. Helens vom 18. Mai 1980 gewidmet.